# استقلال

المستعمرات الثلاث عشرة على الساحل الشرقي لأمريكا الشمالية تعلن استقلالها عن بريطانيا في 1776.

الاستقلال هو حالة شخص أو أمة أو بلد أو دولة يمارس فيها المقيمون والسكان، أو جزء منهم، حكمًا ذاتيًا، وعادة ما يتمتعون بالسيادة، على أراضيها. تُعرف الملحقات بأنها الحالة النقيضة للاستقلال.

## تعريف الاستقلال
تباينت الآراء بشأن الاختلاف بين الحصول على الاستقلال والثورة منذ فترة طويلة، وكثيرًا ما نوقش أمر توظيف العنف كوسيلة مشروعة لتحقيق السيادة. عمومًا، تهدف الثورات فقط إلى إعادة توزيع السلطة مع وجود التحرر هدفًا لها أحيانًا، كما هو الحال في التحول الديمقراطي داخل الدولة، والذي قد يبقى على النحو نفسه دون تغيير. على سبيل الذكر، تشير الثورة المكسيكية عام 1917 في المقام الأول إلى نشوب صراع متعدد الفصائل أدى في نهاية المطاف إلى صدور دستور جديد، ونادرًا ما استُخدمت للإشارة إلى الكفاح المسلح (1821) ضد إسبانيا. بيد أن بعض حروب الاستقلال وُصفت بأنها ثورات، كتلك التي شهدتها الولايات المتحدة عام 1783 وإندونيسيا عام 1949، في حين أسفرت بعض الثورات التي اندلعت بغية تغيير البنية السياسية عن نشوء دويلات انفصالية. مثلًا، نالت منغوليا وفنلندا استقلالهما أثناء الثورات التي شهدتها الصين عام 1911 وروسيا عام 1917على التوالي. تتعدد الأسباب الكامنة وراء مطالبة الدول بالاستقلال، ولكنه يمكن تلخيص معظمها على أنه شعور بعدم المساواة مقارنة بالقوة المهيمنة. قد تتراوح وسائل تحقيق الاستقلال بين المظاهرات السلمية كما هو الحال في الهند عام1947، وحرب عنيفة كما حدث في الجزائر عام 1962.

### التمييز بين الاستقلال والحكم الذاتي
يشير الحكم الذاتي إلى نوع من أنواع الاستقلال الذي تمنحه سلطة مشرفة ما تزال تحتفظ لنفسها بسلطة مطلقة على هذا الإقليم. تشير المحمية إلى منطقة تتمتع بالحكم الذاتي وتعتمد على حكومة أكبر لحمايتها بوصفها منطقة تتمتع بالحكم الذاتي.

## إعلانات الاستقلال
تصدر أحيانًا الدولة الراغبة في تحقيق الاستقلال عن سلطة مهيمنة إعلانًا بالاستقلال، ومن أوائل الأمثلة على ذلك هو إعلان أربروث الذي أصدرته اسكتلندا في عام 1320، ومؤخرًا إعلان دولة أزواد استقلالها في عام 2012. غير أن إعلان الاستقلال وتحقيقه مختلفان تمامًا. ومن الأمثلة الناجحة المعروفة إعلان استقلال الولايات المتحدة الصادر في عام 1776. عادة ما يجري الاحتفال بتواريخ الاستقلال (أو بدء الثورة على نحو أقل شيوعًا) وتُعتبر عطلة وطنية تُعرف باسم يوم الاستقلال.

## نبذة تاريخية
تاريخيًا، مرّ إعلان الاستقلال بأربع فترات رئيسية:
- منذ سبعينات القرن الثامن عشر، بدءًا بحرب الاستقلال الأمريكية وحتى ثلاثينات القرن التاسع عشر، عندما سقطت آخر حصون الملكية عند نهاية حروب الاستقلال الأمريكية الإسبانية.
- ما بعد الحرب العالمية الأولى مباشرة عقب تفكك الإمبراطوريات العثمانية والنمساوية المجرية والروسية والألمانية.
- من عام 1945 إلى 1979، عند نشوء سبعين دولة مستقلة حديثًا من الإمبراطوريات الاستعمارية الأوروبية وانهيار الرايخ الألماني النازي وإمبراطورية اليابان.[3]
- أوائل تسعينيات القرن العشرين، عقب تفكك الاتحاد السوفيتي وتشيكوسلوفاكيا ويوغوسلافيا.